# Eudorylas subopacus
Eudorylas subopacus är en tvåvingeart som först beskrevs av Friedrich Hermann Loew 1866.  Eudorylas subopacus ingår i släktet Eudorylas och familjen ögonflugor. Inga underarter finns listade i Catalogue of Life.